# 孝昌县第一高级中学
孝昌县第一高级中学，简称孝昌一中，原名原名孝感县三中，是一所位于湖北省孝感市孝昌县的省级示范高中。学校先后更名为孝感县花园中学、花园镇中学、孝感县第二中学、孝感市第二高级中学，1993年孝昌建县后改名孝昌县第一高级中学。学校原址位于花园镇老城区（现孝昌二中位置），2002年整体搬迁至罗马街1号。